# Aree naturali protette della Valle d'Aosta
Le aree naturali protette della Valle d'Aosta sono un patrimonio ambientale di valore per la ricchezza e varietà dei suoi ambienti.

## Parchi nazionali
Il Parco nazionale del Gran Paradiso è stata una delle prime aree protette in Italia. Oggigiorno è meta turistica e di escursioni per la ricchezza della sua fauna e per la varietà della sua flora.

## Parchi naturali
Il Parco naturale del Mont Avic è un parco regionale istituito nel 1989 al fine di salvaguardare le caratteristiche naturali dell'area.

## Giardini botanici alpini
- Giardino alpino Chanousia, al Colle del Piccolo San Bernardo;
- Giardino alpino Saussurea, al pavillon du Mont Fréty, sopra Courmayeur, nel massiccio del Monte Bianco;
- Giardino alpino Paradisia, in Valnontey;
- Giardino alpino Castel Savoia, presso il Castel Savoia, a Gressoney-Saint-Jean.

## Riserve regionali

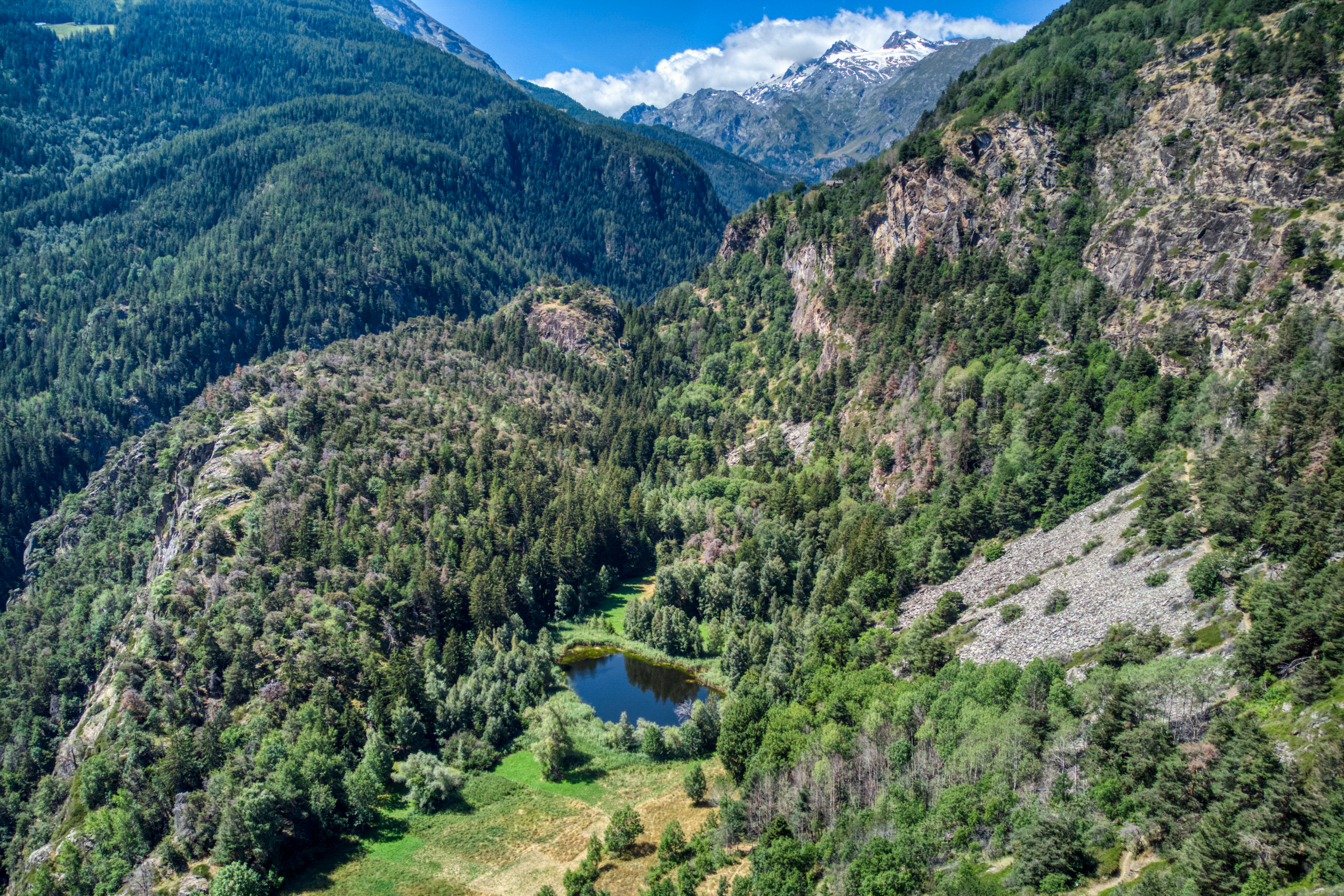
Riserva naturale Lolair

- Riserva naturale Côte de Gargantua: salvaguarda la morena laterale del ghiacciaio che ha scavato la valle della Dora Baltea. Secondo una leggenda locale, sotto la morena è sepolto il dito mignolo del piede del gigante Gargantua[1];
- Riserva naturale Lago di Villa: protegge un lago nel comune di Challand-Saint-Victor particolarmente ricco di fauna;
- Riserva naturale Les Îles: situato alla confluenza del torrente Saint-Marcel con la Dora Baltea;
- Riserva naturale Lolair: si trova nel comune di Arvier all'imbocco della Valgrisenche;
- Riserva naturale Lozon: preserva uno stagno che si trova su un terrazzo alpino a 1.520 m s.l.m. nel comune di Verrayes;
- Riserva naturale Marais: circoscrive un tratto della Dora Baltea nei comuni di Morgex e La Salle;
- Riserva naturale Mont Mars: protegge parte del versante valdostano del Monte Mars;
- Riserva naturale Stagno di Holay: zona umida nel comune di Pont-Saint-Martin;
- Riserva naturale Tzatelet: posta nella zona di confluenza tra la Valpelline e la valle principale valdostana.
- Riserva naturale Montagnayes[2]

### Arboretum e parchi monumentali
- Parco « Abbé Joseph-Marie Henry », a Courmayeur (località Plan Gorret) ;
- Arboretum Pierre-Louis Vescoz, a Verrayes (località Pointys) ;
- Arboretum Borna di laou, a Verrès (località Saint-Gilles) ;
- Parco del castello Passerin d'Entrèves, a Châtillon (entrata via Gervasone);
- Arboretum "Lo parque d'Euntrebeun", sulla collina di Aosta (località Entrebin)